# Primal Fear
Primal Fear — німецький хеві/пауер-метал гурт, утворений в 1997 році. Назва гурту навіяна однойменним фільмом Первісний страх.

## Історія гурту
Гурт сформували колишній вокаліст із Gamma Ray Ральф Шіперс та басист/вокаліст Мет Сіннер у кінці 1997 року. Перші треки були записані на японському лейблі JVC Records, з ним був підписаний контракт на випуск першого альбому. На початку 1998 року гурт підписав угоду з Nuclear Blast Records на випуск у решті світу. Дебютний альбом Primal Fear вийшов у березні 1998 року і увійшов до рейтингу German Media Control album на 48 позиції і майже одразу піднявся також у японських чартах. Гурт гастролював разом із Running Wild та Hammerfall.
Другий альбом вийшов під назвою Jaws Of Death, на його підтримку відбувся перший сольний світовий тур гурту, який мав шалений успіх у Бразилії, Японії і Європі. Під враженням від власних успіхів Primal Fear почали записувати третій альбом, Nuclear Fire, який вони самі називають найважчим і найсильнішим своїм альбомом. Звичні для виконання гурту присутні в альбому соло двох гітар, важкі рифи та хорове виконання лірики. Після успішного туру разом із Children of Bodom по 10-ти європейський країнах Primal Fear називають однією з найгарячіших груп у живих виступах.
Четвертий альбом виходить 29 квітня 2002 року під назвою Black Sun; його записували на Sonic Ranch в Ель-Пасо, штат Техас. Опісля відбувся великий тур країнами Європи та Південної Америки.
У квітні-травні 2003 року гурт вирушає у свій перший тур по США і Канаді у рамках Metal Gods Tour разом із Halford, Testament, Immortal та іншими, узявши собі тимчасового барабанщика Ренді Блека. Його остаточно представляють як нового постійного учасника гурту на Wacken Open Air 2003 (Ренді Блек якраз залишив Annihilator).
У вересні 2003 року гурт випускає перший DVD The History Of Fear і розпочинає запис наступного альбому, Devils Ground. На перший трек з альбому, пісню «Metal Is Forever» у Стокгольмі було відзнято кліп; вона стала своєрідним гімном прихильників важкої музики.
Після невеликої перерви гурт почав писати пісні до свого шостого альбому — Seven Seals. Його було записано на Warehouse Studio у Ванкувері, а на пісні «Evil Spell» і «Seven Seals» знято кліпи. Альбом вийшов у жовтні 2005 року і став найкращим альбомом за версією журналу Metal Hammer та інших. Разом з Helloween гурт вирушив у трьохмісячний тур по Європі, після якого відбувся тур і по Японії. Біографічна книга Мета Сіннерса The Book Of Seven Seals вийшла друком посередині туру і розійшлася дуже швидко.
На піку своєї кар'єри Primal Fear завершують довготривалу співпрацю з лейблами Nuclear Blast і JVC Records і підписують договір з Frontiers Records, перший альбом на новому лейблі вийшов у вересні 2007 року під назвою New Religion. Для виконання пісні «Everytime It Rains» дуетом гурт запросив солістку з Epica — Сімоне Сімонс. Окрім цієї, новаторською виявилась і пісня «Fighting The Darkness», поділена на 3 різні частини, середня з них — досить довгий інструментал.
Після цього гурт провів 3-місячний європейський тур, був хедлайнером туру по Японії та співхедлайнером на Progpower Festival в Атланті, США, а також прогастролював із ювілейним туром «10 Years Of Metal» (2008). Новий альбом 16.6 вийшов у травні 2009 року. Пісні «Riding The Eagle», «Killbound» і «Under The Radar» близькі за звучанням до альбому Nuclear Fire. 16.6 World Tour охопив Мексику, Колумбію, Аргентину, США, Канаду та Європу. Деякі виступи у США та Європі були записані і видані офіційним live-альбомом «Live In The USA» і концертним «All Over The World».
8 липня 2011 року гурт анонсував вихід наступного альбому, Unbreakable, на 20 січня 2012 року. За цим відбувся тур по 10-ти європейських країнах під назвою Metal Nation, він продовжується восени 2012 року у Скандинавії і Південній Америці.
Басист Primal Fear Мет Сіннер і вокаліст Symphony X Рассел Аллен об'єднались у рамках нового проекту. Назви у нього ще немає, однак відомо, що дебют вийде на початку 2013 року на Frontiers Records.

## Учасники
- Ральф Шіперс — вокал
- Мет Сіннер — бас, вокал
- Магнус Карлссон — гітара
- Алекс Бейродт
- Аквілес Прістер — ударні

## Дискографія
- Primal Fear (1998)
- Jaws of Death (1999)
- Nuclear Fire (2001)
- Black Sun (2002)
- Devil's Ground (2004)
- Seven Seals (2005)
- New Religion[en] (2007)
- 16.6 (Before the Devil Knows You're Dead) (2009)
- Unbreakable (2012)
- Delivering the Black (2014)
- Rulebreaker (2016)
- Apocalypse (2018)
- Metal Commando (2020)
- Code Red (2023)
- Domination (2025)